# 爱德华多·李
爱德华多·李·桑切斯（西班牙語：Eduardo Li Sánchez，1958年11月11日—），祖籍广东省中山市，是哥斯达黎加足球領域的官員、国际足球联合会候任执行委员会委员、中北美洲及加勒比海足球協會执行委员会委员，曾任哥斯達黎加足球協會主席。他的祖父是中国人，1920年移民到哥斯达黎加。 

## 生平
爱德华多·李出生在哥斯达黎加蓬塔雷纳斯。爱德华多·李不会说汉语，也不认识汉字。爱德华多·李在大学里主修土木工程，在相关专业领域工作了几年後，由於其本人熱愛足球，他開始從事足球事業。他曾与商人阿德里安·卡斯特罗（Adrian Castro）共同买入哥斯達黎加一支小型俱乐部球队。
2007年，他接替沃特尔·涅豪斯（Walter Niehaus）出任哥斯达黎加足协主席。
2014年巴西世界杯上，哥斯达黎加国家足球队打进8强，爱德华多·李因此被民族报评为“2014年度人物”。
爱德华多·李後來捲入2015年國際足協收賄案，其本人于2015年5月在瑞士被捕，并在美国面临贪污指控。 爱德华多·李因此被国际足联道德委员会禁止從事任何與足球有關的事務。 
2016年10月，爱德华多·李在布鲁克林区联邦法院承认三项指控。他承认收受了不同公司超过50 万美元的贿赂，這些公司行賄的目的是為了获得2022年國際足協世界盃哥斯达黎加足球比赛的电视转播权。李还被指控從事洗錢和电信欺诈。 
2017年，国际足联对他实施终身禁赛。 